# Farofa (ritual)
Farofa ou mi-ami-ami é um nome comum a vários tipos de comidas rituais votivas, feita de uma mistura, que tem como base farinha de mandioca, "farinha de pau  ou farinha de guerra". Esta comida ritual sagrada, também é um alimento ritual e muito apreciada pela maioria do povo do santo da cultura Nagô-Vodum. "Farofa" é uma palavra iorubá, e no Benim e na Nigéria é um prato profano preparado do mesmo jeito que no Brasil, com farinha de mandioca, ovos, aceite de dendé.

## Tipos
- Farofa-de-dendê, farofa amarela, farofa vermelha, farofa de azeite ou farofa de bambá são nomes comumente chamado pelo povo do santo em sua variada apresentação a depender do ritual que esteja acontecendo. Normalmente é chamada de farofa de dendê a farofa servida aos adeptos e participantes do candomblé, feita com  farinha, azeite de dendê, camarão seco, cebola e sal, vista sempre no ritual do olubajé. Os outros tipos são denominações para rituais pertinentes a limpeza de corpo, padê de Exu, sasanha, afexu, axexê etc. Também oferecido para alguns orixás e preparadas só com azeite de dendê e sal.

- Farofa branca, farofa de agua ou farofa de egum, são farofas preparadas só com água e sal. Determinados orixás funfuns apreciam esta iguaria e alguns preferem sem sal.

- Farofa de mel ou mi-ami-ami owin é uma farofa preparada com farinha e mel de abelha, muito utilizada nos rituais de erê, ibeji, ossaim e ossum, comumente visto nos carurus dos santos gêmeos e devoção a São Cosme e São Damião, Crispim e Crispiniano.

- Farofa de cachaça ou mi-ami-ami otim é uma farofa preparada com farinha e cachaça, muito utilizada nos rituais de Exu, padê e limpeza de corpo. O povo do santo também chamam de farofa de cachaça toda farofa feita com aguardentes, vinhos ou qualquer bebida alcoólica.